# Gibarac
Gibarac je selo u Srijemu, u autonomnoj pokrajini Vojvodini, Srbija.

## Zemljopisni položaj
Nalazi se na 45° 6' 15" sjeverne zemljopisne širine i 19° 15' 58" istočne zemljopisne dužine, 5 km jugoistočno od Šida, i desetak km od granice s RH, i od najbližeg mjesta u RH, Tovarnika.

## Upravna organizacija
Pripada općini Šid.

## Povijest
Izvorni naziv mjesta je (vjerojatno njemačko) Gibard (pisano Gybard), odnosno u izgovoru Gibart (pisano Gybarth), što je dalo prvotni domaći naziv Gibarat (pisano عيبارات), a onda je -at postalo -ac prema nazivima mjesta na -ac, i odatle današnje Gibarac.
U periodu 1991-1995. izvršena je (prisilna) zamjena nekretnina Hrvata iz Gibarca i Srba iz Poganovaca kod Osijeka (47 obitelji).

### Promjena imena mjesta
Godine 2007. su novi, većinski stanovnici Gibarca, Srbi, podneli peticiju općini Šid da se ime mjesta Gibarac promijeni u Dušanovo, što je bilo nacionalno-politički nemotivirano jer njima se naziv sela jednostavno nije sviđao, iako je prijedlog makar djelomično morao biti nacionalno-politički motiviran, jednako kao što su 2000. novi, većinski stanovnici Poganovaca, Hrvati, namjeravali podneti peticiju općini Podgorač da se ime mjesta promijeni u Mali Gibarac jer su Poganovci tumačeni kao "pogano selo". Međutim, na inicijativu rođenih Gibarčana po Srijemu, općini Šid podnesena je protivpeticija ljudi širom Srijema sviju nacionalnosti pa je tako gibaračka peticija povučena, a u Poganovcima je podnošenje peticije zaustavio đakovačko-srijemski biskup, monsinjor Marin Srakić, na propovijedi riječima: "Čovjeka mogu ocrniti loša djela, loši postupci, a ne ime, a kako nemate dokaza da su ti Poganovci učinili nešto loše vama i vašim obiteljima, ne mijenjajte selu ime, kojemu ni povijest ne poznajete."

## Stanovništvo
Prije srpske agresije na Hrvatsku, prema popisu stanovništva iz 1991. u Gibarcu je živilo 91,43% Hrvata.
| Etnički sastav 2002. |            |       |
| Narod                | Stanovnika | %     |
| Srbi                 | 1.031      | 89,03 |
| Hrvati               | 91         | 7,85% |
| Slovaci              | 3          | 0,25% |
| Jugoslaveni          | 3          | 0,25% |
| Rusini               | 2          | 0,17% |
| Ukrajinci            | 2          | 0,17% |
| Mađari               | 2          | 0,17% |
| ostali               | 8          | 0,67% |

| broj stanovnika | 973   | 1044  | 1108  | 980   | 915   | 840   | 1195  |
|                 | 1948. | 1953. | 1961. | 1971. | 1981. | 1991. | 2002. |

## Kultura
Od 2010. u Gibarcu djeluje Društvo za očuvanje tradicije šokačkih Hrvata "Gibarac".

## Kulturni spomenici
- Hambar u Gibarcu, sredina 19. stoljeća, Maršala Tita 7[9]
- Hambar u Gibarcu, druga četvrtina 19. stoljeća, Maršala Tita 42[10]

## Sport
- FK Sinđelić Gibarac

## Vanjske poveznice
- Gibarac  Arhivirana inačica izvorne stranice od 4. kolovoza 2008. (Wayback Machine)